# Abigail Gómez
Abigail Gómez Hernández (ur. 30 czerwca 1991) – meksykańska lekkoatletka specjalizująca się w rzucie oszczepem.
Brązowa medalistka mistrzostw Ameryki Środkowej i Karaibów oraz uczestniczka igrzysk panamerykańskich z 2011 roku. W sezonie 2012 była piąta na mistrzostwach ibero-amerykańskich oraz zdobyła młodzieżowe mistrzostwo strefy NACAC. Srebrna medalistka igrzysk Ameryki Środkowej i Karaibów (2014).
Złota medalistka mistrzostw kraju.
Rekord życiowy: 59,26 (13 czerwca 2015, Morelia) – rezultat ten jest aktualnym rekordem Meksyku.

## Osiągnięcia
| Rok  | Impreza                                  | Miejsce      | Pozycja     | Wynik |
| ---- | ---------------------------------------- | ------------ | ----------- | ----- |
| 2011 | Mistrzostwa Ameryki Środkowej i Karaibów | Mayagüez     | 3. miejsce  | 53,13 |
| 2011 | Igrzyska panamerykańskie                 | Guadalajara  | 12. miejsce | 49,15 |
| 2012 | Mistrzostwa ibero-amerykańskie           | Barquisimeto | 5. miejsce  | 52,56 |
| 2012 | Młodzieżowe mistrzostwa NACAC            | Irapuato     | 1. miejsce  | 56,89 |
| 2014 | Igrzyska Ameryki Środkowej i Karaibów    | Xalapa       | 2. miejsce  | 57,28 |